# 徐云龙
徐云龙（1979年2月17日—），出生于北京，已退役的足球运动员，前中国国家足球队的成员，踢前卫出身，可司职中后卫、右后卫、右前卫和前锋，中国足坛活跃的多面手之一。其特点是身体素质出众，具有很强的爆发力和冲击力。职业生涯只效力于北京国安一支球队，曾是球队的核心人物及队长。他与杨璞、邵佳一被球迷并称为“国安三少”。

## 球员生涯
1996年徐云龙被八一青年队和北京青年队同时选中，最终选择了北京青年队（北京威克瑞），开始了他的职业球员的生涯。1999年徐云龙加盟了北京国安队，之后的几年甲A联赛中经常客串前锋，时常取得进球。
2000年4月首次入选国家队，并参加同年的亚洲杯，与全队配合获第4名。2001年4月22日在中国对马尔代夫的比赛中，徐云龙打进入选国家队第一粒进球。 由于身体原因没有参加2001年韩日世界杯亚洲区预选赛的十强赛，但在此前的外围赛6场小组赛中打进3球。但是在身体痊愈之后，仍然被米卢蒂诺维奇招入中国男子足球队征战2002年世界杯。作为主力右后卫参加了全部三场小组赛，并打满270分钟。
2002年，徐云龙成为北京国安队队长，成长为球队的核心人物和精神领袖。
2004年入选国家队参加在中国举行的亚洲杯。徐云龙从米卢蒂诺维奇到朱广沪任主教练时期一直是国家队主力后卫。
2006年徐云龙开始改打中后卫，2009年，徐云龙随北京国安获得中超联赛冠军。
2011年10月，中超联赛第28轮北京国安客场1-0力克天津泰达的比赛是徐云龙职业生涯的第300场顶级联赛及中超联赛第200场比赛。徐云龙是第四名在中国顶级职业联赛出场次数达到300场的球员，同时也是首名在中超联赛出场次数达到200场的球员。
2017年1月，据中央电视台报道徐云龙已经在北京国安正式退役，他之后还会留在国安俱乐部中，参与商务工作。

## 职业生涯统计

### 国家队比赛进球
最後更新：2008-6-23
| # | 日期       | 场地                   | 对阵     | 比分 | 赛事                         |
| - | ---------- | ---------------------- | -------- | ---- | ---------------------------- |
| 1 | 2001-4-22  | 西安陕西省体育场       | 馬爾地夫 | 10-1 | 世界杯预选赛                 |
| 2 | 2001-5-20  | 广州广东省人民体育场   | 柬埔寨   | 3-1  | 世界杯预选赛                 |
| 3 | 2002-12-7  | 麦纳麦                 | 叙利亚   | 3-1  | 第二届“总理杯”巴林四国邀请赛 |
| 4 | 2004-3-17  | 广州黄埔体育中心体育场 | 緬甸     | 2-0  | 友谊赛                       |
| 5 | 2004-7-25  | 北京工人体育场         |          | 1-0  | 2004年亚洲杯                 |
| 6 | 2004-11-17 | 广州                   | 香港     | 7-0  | 世界杯预选赛                 |

## 网剧
- 2013年 极品女士第二季 (客串)